# Europa donna Hrvatska
Hrvatski forum protiv raka dojke Europa Donna osnovan je 17. studenog 2000. godine kao nestranačka, neprofitna, humanitarna udruga za borbu protiv raka dojke i promicanje kvalitete života žena liječenih na dojci.
Skraćeni naziv udruge je Europa Donna Hrvatska.

## Osnovne djelatnosti udruge
- provođenje akcija za rano otkrivanje raka dojke
- promoviranje brige žene o vlastitim dojkama
- organiziranje prigodnih manifestacija, seminara, savjetovanja, izložbi i sl.

## Cvijetom narcisa protiv raka dojke
Jedna od akcija koja se provodi svake godine je "Cvijetom narcisa protiv raka dojke".
Akcija se održava u proljeće (jedna subota u travnju), a svrha joj je prodajom cvijeća prikupiti novac potreban za borbu protiv raka dojke. 
Tako se skupljalo za mobilni mamograf, za besplatne preglede ultrazvukom za žene slabijeg imovnog stanja, za izradu promo materijala i sl.

## Dan ružičaste vrpce
Dan ružičaste vrpce je akcija koja se organizira prve subote u listopadu.

## Predsjedništvo Udruge
- predsjednica Nada Kraljević, dr. med.
- dopredsjednica Mara Županić, viša med. sestra
- tajnica Vikica Švajcer, prof.
- članica Anka Mandušić
- članica Blanka Bukovac
- članica mr. sc. Željka Knežević
- članica Renata Hojanić, prof.

## Vanjske poveznice
- http://www.rak-dojke.hr/samopregled.php  Arhivirana inačica izvorne stranice od 18. kolovoza 2006. (Wayback Machine)